# Delphine Abdala
Pour les articles homonymes, voir Abdala (homonymie) et Louvet.
Delphine Louvet dite Delphine Abdala ou Abdala, née le 2 janvier 1871 à Arcy-sur-Cure et morte le 8 septembre 1941 à Levallois-Perret, est une chanteuse et une actrice française.

## Biographie
Delphine Louvet est née le 2 janvier 1871 à Arcy-sur-Cure, de Joseph Auguste Louvet, mineur, et de Pierrette Éléonore Vuillemin, avant que sa famille ne déménage à Besançon. 
Elle débute vers 1891 à Marseille comme chanteuse excentrique sous le nom d'Abdala, puis se produit sur scène à Paris, notamment au Casino de Paris, à Parisiana ou à l'Alcazar. Mais dix ans plus tard, le succès n'est plus là et un critique du journal Les Tablettes marseillaises écrit, en mai 1901, à propos de son spectacle au Palais-de-Cristal, qu'« Abdala termine sans grand succès la série de ses représentations, son genre a bien vieilli. ». 
À la fin de 1901, elle quitte définitivement les scènes parisiennes, sans doute faute d'engagements, et part en tournée pour la province, l'Algérie et l'étranger, avant de devenir actrice de cinéma à la fin des années 1920.
Elle meurt en 1941 à l’hôpital Hertford de Levallois-Perret.

## Répertoire
- 1893 : Un baptême en fanfare, chanson-marche, paroles de Marchal, musique de Louis Lust. Créée par Mlle Abdala à Parisiana.
- 1895 : Cœur à vendre, chansonnette comique (paysannerie), paroles de Léon Némo, musique de Célestin Controne. Créée par Abdala à Parisiana[5].
- 1896 : À qui que j'plais, chansonnette, paroles d'Henri Belloche, musique d'Émile Spencer. Créée par Abdala à l'Horloge et à Parisiana[6].
- 1896 : C'est la faute au p'tit Sébastien, chansonnette-parodie, paroles de Louis Mévrel, musique de Marc Chautagne. Créée par Abdala à Parisiana[7].

## Théâtre et concerts
- 1892 : L'Heureuse rencontre, divertissement-pantomime en 1 acte mêlé de chants de Roger Miles et Charles Akar, musique de Louis Ganne, au Casino de Paris (septembre)[8]
- 1893 : En plein air, revue d'été en 1 acte de Maxime Guy et Arthur Verneuil, au Concert de l'Horloge (juillet)[9]
- 1894 : Allume ! Allume !, revue en 2 actes et 4 tableaux de Jules Jouy, Maxime Guy et Arthur Verneuil, musique de Justin Clérice et Laurent Halet, à Parisiana (6 décembre)
- 1895 : La Crémaillère, comédie pantomime franco-anglaise, à Parisiana (novembre)
- 1895 : Tananarive, ça y est !, revue en 2 actes et 4 tableaux de Paul Burani et Gardel-Hervé, à Parisiana (décembre)
- 1896 : Léda, opérette à grand spectacle en 1 acte de Fernand Beissier, musique de Justin Clérice, à Parisiana (28 février) : la bonne[10]
- 1896 : Au nom de la loi, pantomime de Max Maurey et R Berger, à Parisiana (avril)
- 1896 : Paris-Voyant, revue d'été de Paul Burani et Gardel-Hervé, musique de Laurent Halet, au Concert de l'Horloge (10 juillet) : la conscrite
- 1896 : La Revue rosse, revue en 2 actes et 5 tableaux de Maxime Guy, Arthur Verneuil, et Émile Herbel, musique de Laurent Halet, à Parisiana (10 septembre)
- 1896 : La Môme aux camélias, opérette-parodie de Fernand Beissier et Henry Moreau, à Parisiana (17 novembre)[11]
- 1896 : Ubu roi, pièce en 5 actes d'Alfred Jarry, création par la troupe du théâtre de l'Œuvre au Nouveau-Théâtre (10 décembre) : Bougrelas[12]
- 1897 : Pa-ta-tram !, fantaisie-revue en 1 acte de Fred Tomy et J. Telloc, musique d'Émile Cambillard, mise en scène d'Émile Duhem, au Concert de l'Horloge (13 juin)[13]
- 1897 : Paris-Shocking, revue d'été en 1 acte de Georges Nanteuil et Jean Meudrot, musique de Paul Letombe, au Concert de l'Horloge (24 juillet) : la paysanne[14]
- 1900 : Le Petit Aiglon, opérette-parodie en 2 tableaux en vers d'Ernest Gerny et Paul Briollet, à l'Eldorado (2 mai)
- 1902 : Concert au Casino d'Été d'Oran (août)[15],[16]
- 1903 : Concert au Casino Music-Hall d'Alger (mars)[17]
- 1905 : Une soirée chez Bobêche, fantaisie-revue en 1 acte de Gaston Bordeaux, à la Brasserie Maxeville à Bougie (Algérie) (20 avril)[18]
- 1906 : Une soirée chez Bobêche, fantaisie-revue en 1 acte de Gaston Bordeaux, au Casino de Nancy (7 décembre)[19]

## Filmographie
- 1928 : Tire-au-flanc de Jean Renoir
- 1929 : Papoul ou l'Agadadza de Marc Allégret (court métrage) : la tante
- 1930 : Sous les toits de Paris de René Clair : la buraliste
- 1931 : Maison de danses de Maurice Tourneur : Trinidad
- 1931 : Mardi Gras de Pierre Weill
- 1931 : Tout ça ne vaut pas l'amour de Jacques Tourneur : Mme Triton
- 1931 : Trois Petits Amours de Jean Battail (court métrage)
- 1932 : Le Gaz de Georges Pallu (court métrage)
- 1932 : Pomme d'amour de Jean Dréville
- 1933 : Ombres sur le Rif de Jean de Koharski (inédit)
- 1935 : La Rosière des halles de Jean de Limur
- 1936 : Avec le sourire de Maurice Tourneur